# Oliver Kirk
Oliver Leonard Kirk (Beatrice, Nebraska, 20 d'abril de 1884 - Farmington, Missouri, 14 de març de 1960) va ser un boxejador estatunidenc de primers del segle xx. És l'únic boxejador en la història dels Jocs Olímpics que ha guanyat dos ors olímpics en dos pesos diferents en uns mateixos Jocs.
El 1904 va prendre part en els Jocs Olímpics de Saint Louis. Disputà dues categories, la de pes gall i pes ploma i en ambdues guanyà l'or. En la prova de pes gall sols hi havia dos participants i en la final s'imposà per ko al 3r assalt a George Finnegan. En el pes ploma sols hi havia tres participants i Kirk lliurà en el primer combat, per la qual cosa passà directament a la final, que guanyà a Frank Haller.
El 1906 passà al professionalisme, guanyant els seus tres primers combats, però després la seva carrera ja no fou tan bona. Finalitzà la seva carrera el 1915 amb un rècord de 4 victòries (2 per KO), 8 derrotes i 1 empat.